# Perilitus cucumeridis
Perilitus cucumeridis är en stekelart som först beskrevs av Loan 1969.  Perilitus cucumeridis ingår i släktet Perilitus och familjen bracksteklar. Inga underarter finns listade i Catalogue of Life.